# Роуена Морил
Роуена Морил (на английски: Rowena Morrill) е американски художник-илюстратор. Характерни теми за творчеството ѝ са фентъзи и научна фантастика. По време на 20-годишната ѝ кариера нейни рисунки се появяват на стотици корици на книги, в календари и на карти за игра.